# Membrană nucleară
Membrana nucleară reprezintă o membrană dublă (formate din două bistraturi lipidice asemănătoare ca și compoziția membranei celulare), prezentă la toate celulele eucariote,  cu rol de protecție a nucleoplasmei și a informației genetice din nucleu. Aceasta este prevăzută cu numeroși pori, cu rol în transportul substanțelor necesare în nucleu, și a ARNului. 
Spațiul intermembranar (între membrana exterioară și membrana interioară) se numește spațiu perinuclear și comunică cu interiorul reticulului endoplasmatic.
Celulele procariote nu au membrană nucleară.

## Membrana exterioară
Membrana exterioară se continuă cu membrana Reticulului Endoplasmatic.

## Membrana interioară
Are pe interiorul ei lamina ce îi asigură susținere și aderență cromatinei la membrana nucleară.